# دهستان زریوار
دهستان زریوار نام دهستانی در بخش مرکزی شهرستان مریوان، استان کردستان در ایران است. براساس سرشماری مرکز آمار ایران در سال ۱۳۸۵، جمعیت آن ۹۳۸۱ نفر (۲۰۴۵ خانوار) بوده‌است.